# Riera de Canalda
El Riu de Canalda, que a la contrada és conegut amb la denominació de la Riera de Canalda, és un riu que, en confluir amb el Riu Fred a Aigüesjuntes, dona lloc a la Ribera Salada.
Neix al vessant meridional de la serra del Port del Comte (més concretament, al pic del Vulturó, a 2.340 m d'altitud. 1 km després passa pel coll de Tancalaporta (2.112 m), passa pel davant del Refugi de la Bòfia (2.055 m) i travessa els prats de Bacies d'on en surt 300 m a l'est del camí que arriba al prats de Bacies pujant per la Costa dels Prats. En deixar els prats de Bacies està a 2000 m d'altitud. Ho fa saltant per una canal que s'obre entre la costa dels Prats i la Garriga Gran i travessa la ctra de Coll de Jou a  Cambrils d'Odèn a 1.300 m d'altitud.

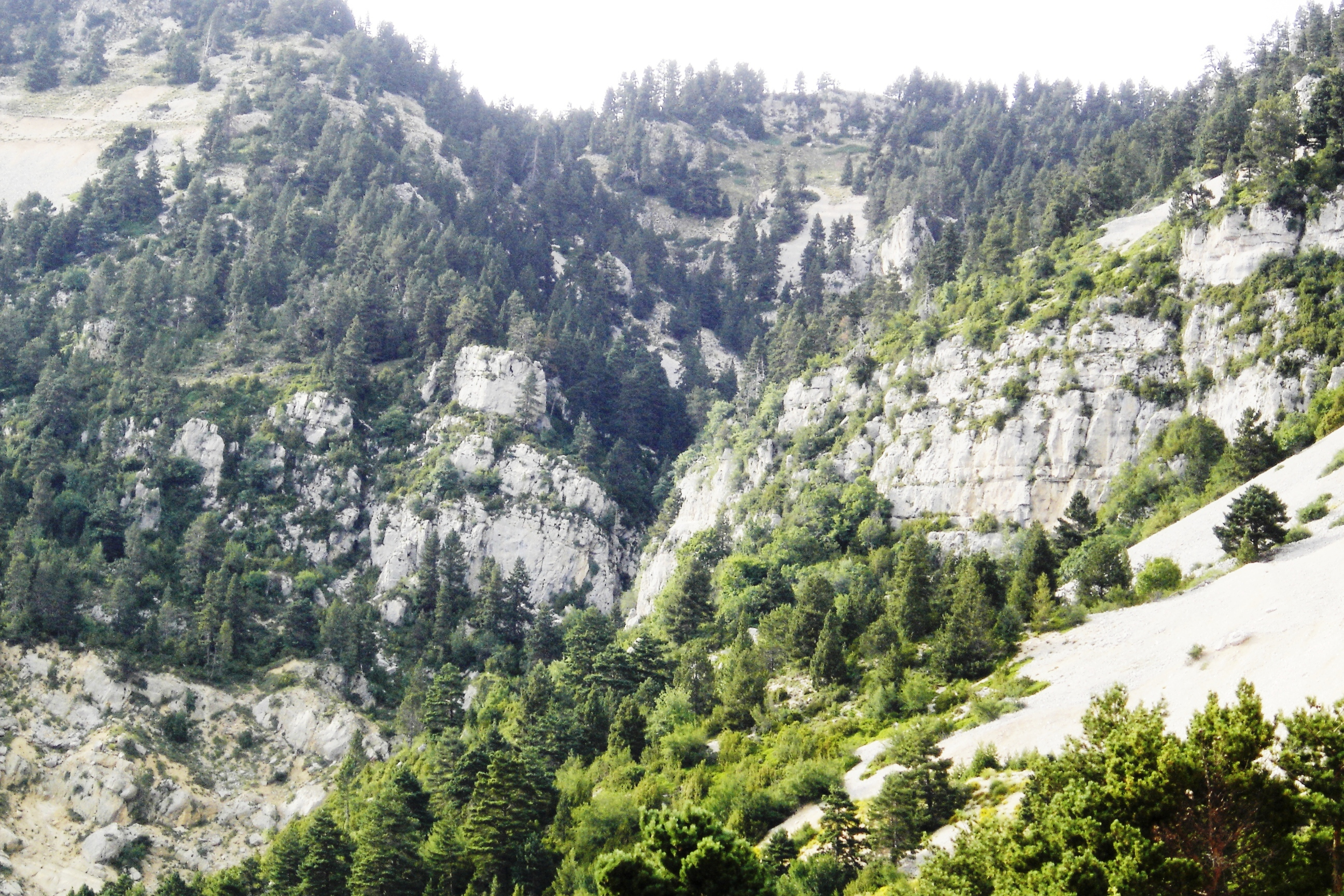
La riera baixant dels prats de Bacies

1.500 m després de travessar l'esmentada carretera L-401, passa pel costat del poblet de Canalda (es troba a poc més de 100 m a l'oest de la Riera). 250 m més avall, deixa Fonts Caldes a la dreta i rep per l'esquerra les aigües del torrent de la Perdiu. A partir d'aquí s'endinsa una vall tan estreta que bé pot ser qualificada com a canal i que sempre tindrà una produnditat de 50 m pel cap baix. Aquesta circumstància ha comportat que en els 11 km de recorregut que encara li resten, únicament s'hi aixequés una sola masia a la seva riba:  Cal Ral. La resta de masies relativament properes al riu ja s'aixecaren costes amunt aprofitant zones amb planells com és el cas de les masies de  Soldevila,  Junyent,  Orrit, Palou o, en menor grau,  Ritort.
1.500 m més avall rep per l'esquerra les aigües del rasa de Coll de Jou i 100 m després, també per la mateixa banda, les de la rasa d'Encies. En aquest punt fa un tomb sobtat i abandona la direcció N-S que havia mantingut des del seu naixement per agafar la direcció E-W que, tot i alterna-la amb trams en els quals recupera la direcció N-S inicial, manté ja com laa direcció preponderant fins a acabar el seu curs.
2,6 km més avall rep, per l'esquerra la rasa d'Isanta (550 m de llargada) i 400 m després i també per la banda esquerra, la rasa de Fontferrera. No serà fins a 1,7 km més avall que rep el seu primer afluent digne de menció per la riba dreta: el torrent de Junyent. I 650 m més avall i també per la deta, rep el que sens dubte, és el seu afluent més important: el riu d'Odèn. 700 m més endavant rep, per l'esquerra la rasa de Palou i quasi immediatament després passa per sota l'arc del pont d'Orrit. Des d'allà, tots els afluents dignes de ser considerats que rep li arriben per la dreta. 2.100 m més avall del pont d'Orrit és la rasa de Ritort, 1 km més avall, la rasa de Cogulers i 1.200 m després, el Riuet de la Plana li aboca les seves aigües 550 m abans que la riera de Canalda es trobi amb el Riu Fred a Aigüesjuntes, a 641 m d'altitud.

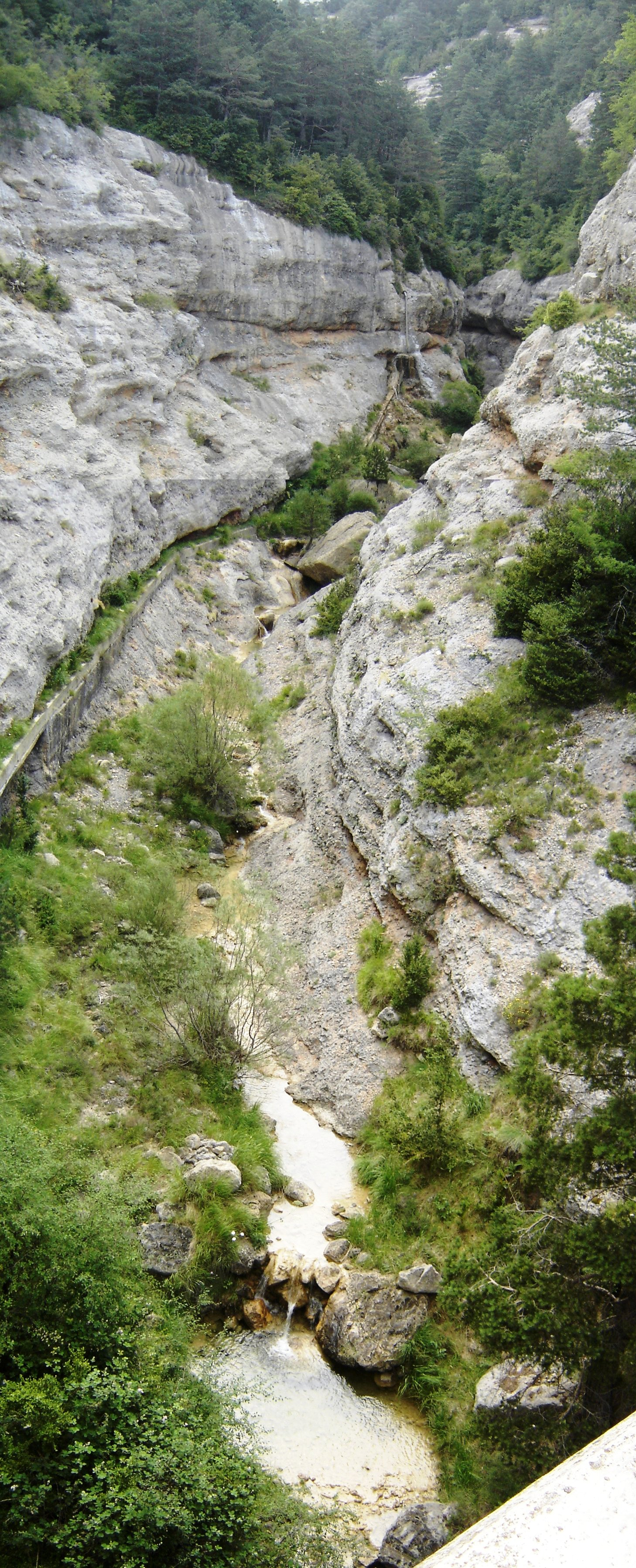
La riera de Canalda des del pont on travessa la carretera L-401 de Coll de Jou a Cambrils d'Odèn

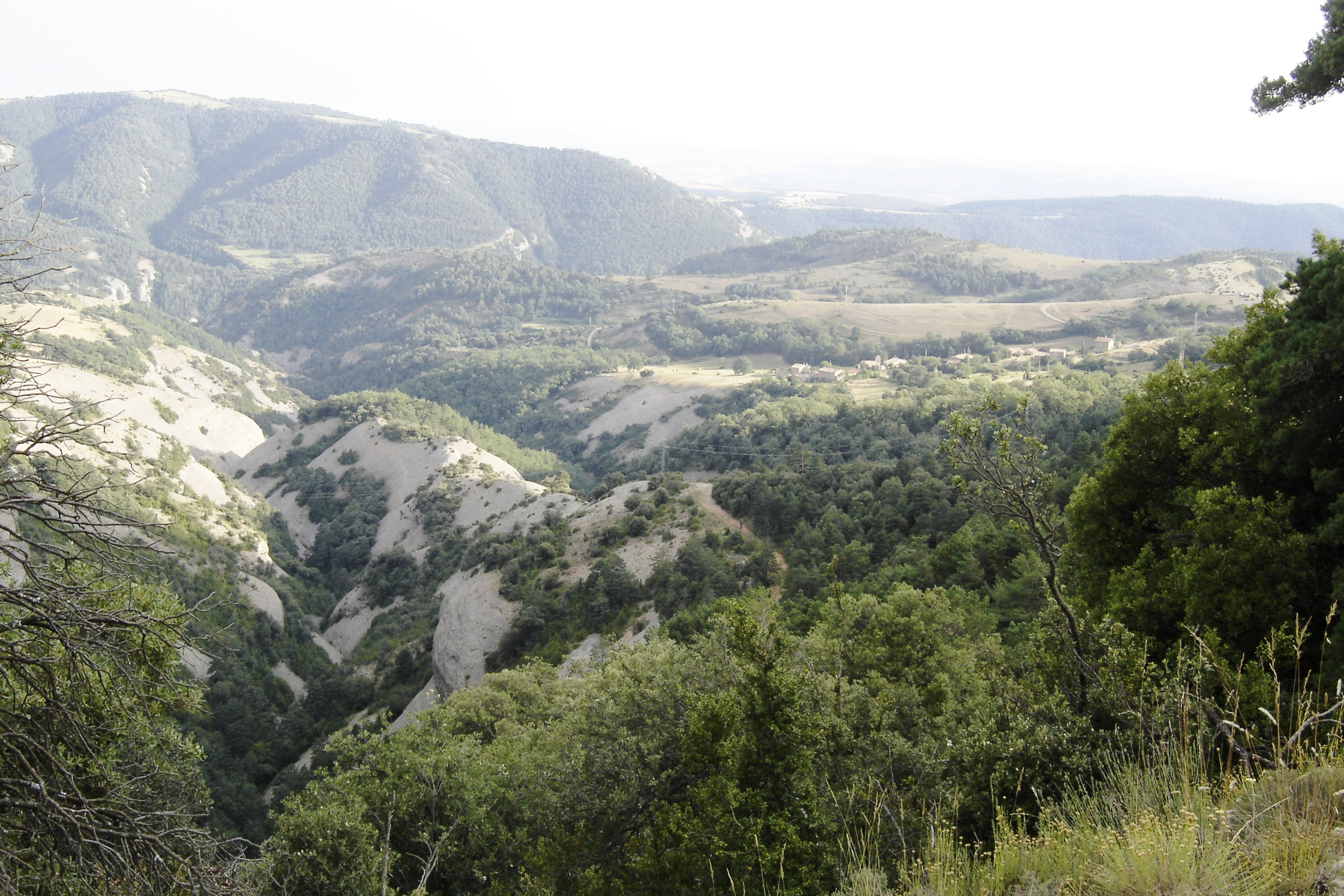
La seva confluència amb el torrent d'Urdoll

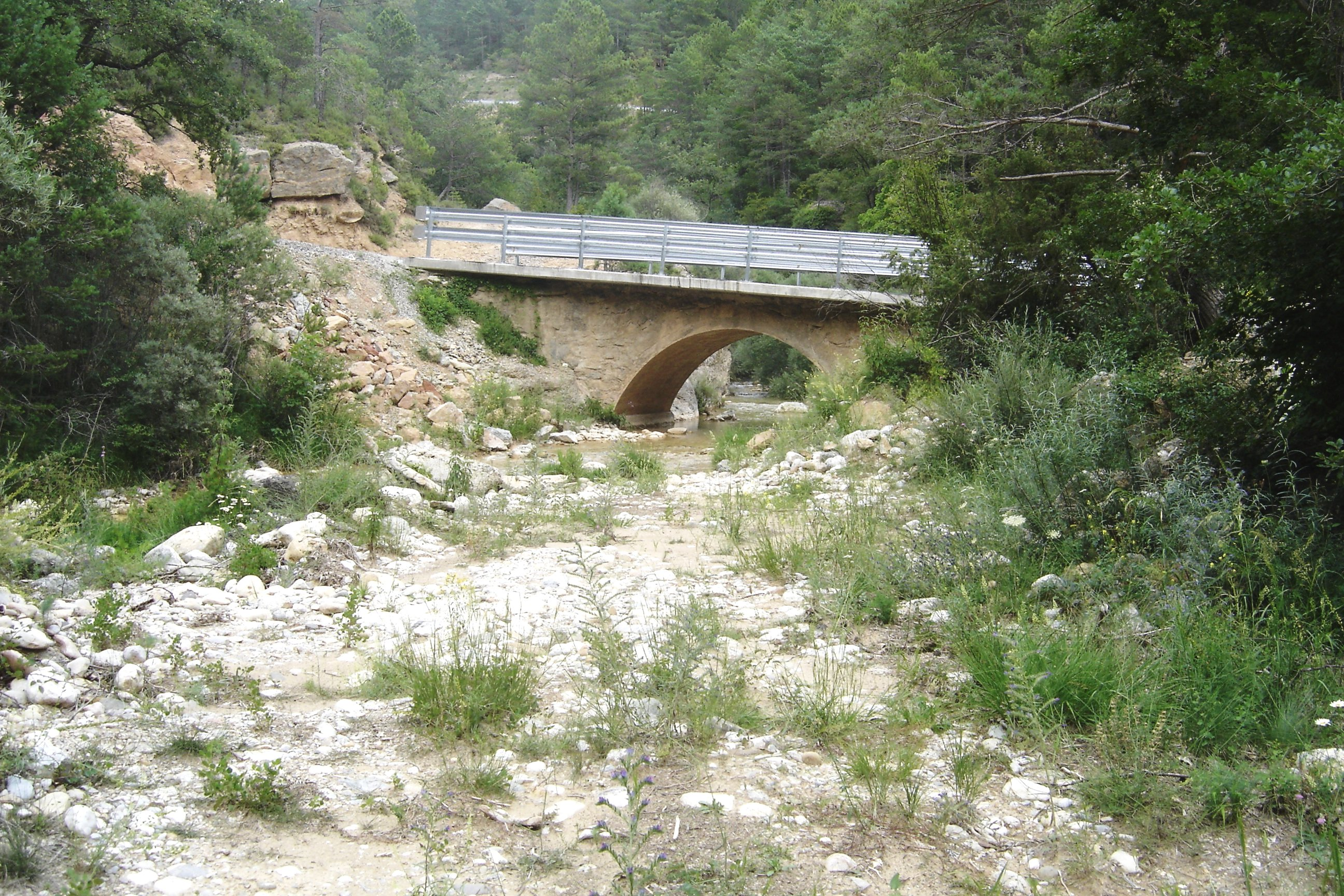
La riera de Canalda al Pont d'Orrit

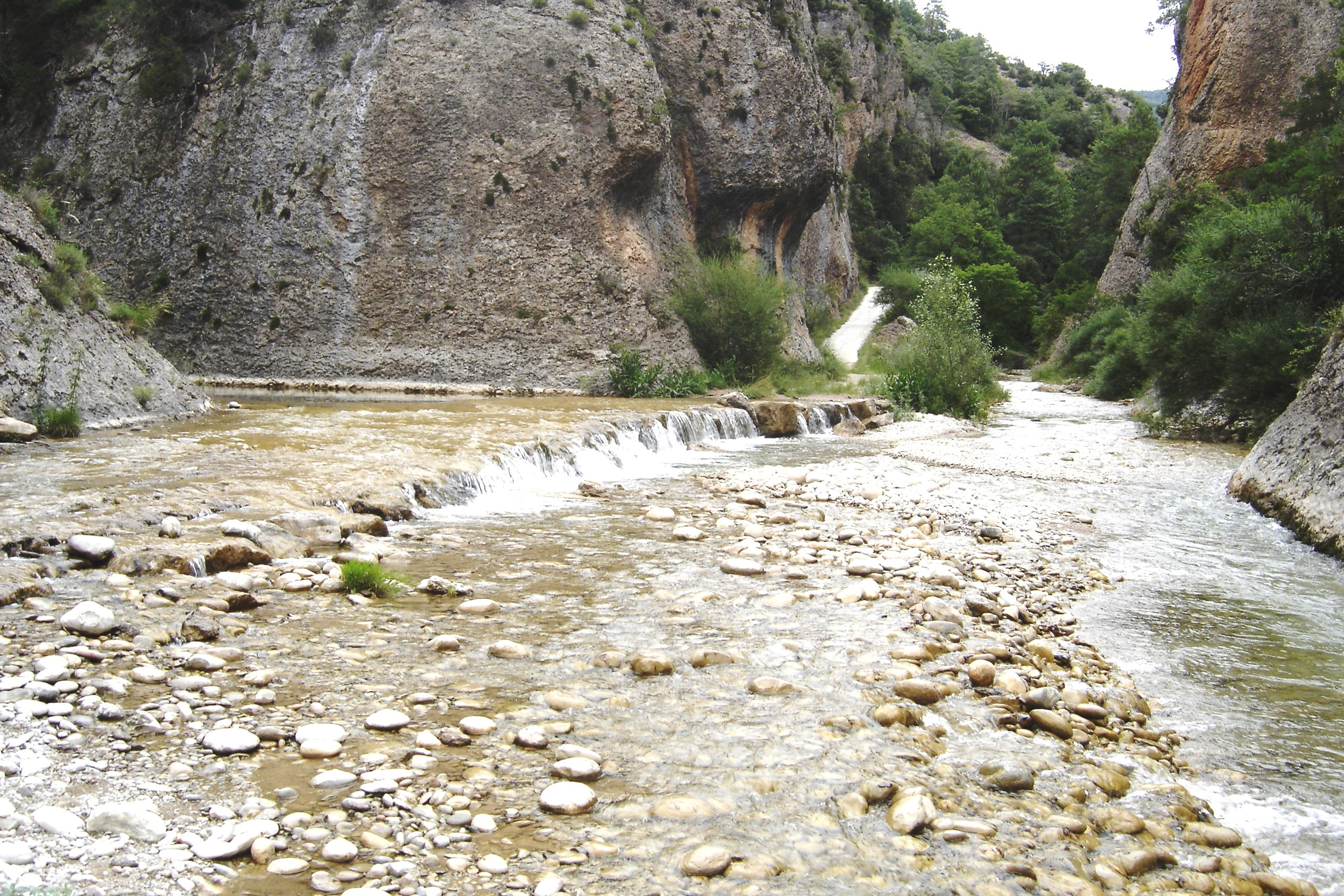
Aigüesjuntes. A la dreta la Riera de Canalda i a l'esquerra, el Riu Fred

## Taula d'altituds
| Km de recorregut | m. d'altitud |
| ---------------- | ------------ |
| 0 km             | 2.340 m      |
| 1 km             | 2.130 m      |
| 2 km             | 2.050 m      |
| 3 km             | 2.010 m      |
| 4 km             | 1.830 m      |
| 5 km             | 1.480 m      |
| 6 km             | 1.300 m      |
| 7 km             | 1.150 m      |
| 8 km             | 1.060 m      |
| 9 km             | 1.000 m      |
| 10 km            | 940 m        |
| 11 km            | 905 m        |
| 12 km            | 860 m        |
| 13 km            | 810 m        |
| 14 km            | 795 m        |
| 15 km            | 760 m        |
| 16 km            | 740 m        |
| 17 km            | 705 m        |
| 18 km            | 675 m        |
| 19 km            | 660 m        |
| 20 km            | 648 m        |

## Coordenades d'altres punts significatius del seu curs
- Confluència amb la rasa de Coll de Jou: 42° 6′ 43.16″ N, 1° 31′ 42.2″ E / 42.1119889°N,1.528389°E
- Confluència amb el torrent de Junyent (Fontscaldes): 42° 5′ 53.28″ N, 1° 29′ 26.04″ E / 42.0981333°N,1.4905667°E
- El pont d'Orrit: 42° 5′ 37.81″ N, 1° 28′ 41.27″ E / 42.0938361°N,1.4781306°E
- Cal Ral i confluència amb el Riuet de la Plana: 42° 5′ 31.14″ N, 1° 26′ 34.10″ E / 42.0919833°N,1.4428056°E
- Aigüesjuntes: 42° 5′ 12.88″ N, 1° 26′ 16.74″ E / 42.0869111°N,1.4379833°E